# Ширін Текелі
Ширін Текелі (тур. Şirin Tekeli; 1944 — 13 червня 2017, Бодрум, Мугла, Туреччина) — феміністка, академік, перекладачка, письменниця, активістка й одна з піонерок фемінізму другої хвилі в Туреччині.

## Кар'єра
1961 року поїхала до Парижа, вивчила французьку мову та почала вивчати право. Потім змінила напрям на політологію в Лозаннському університеті.
1967 року повернулася до Туреччини і стала першою жінкою-академіком, яка зайняла кафедру політології Стамбульського університету. 1973 року здобула докторський ступінь, захистивши дисертацію з теорії систем Девіда Істона. 1978 року здобула звання доцента разом зі своєю на той час «спірною» докторською дисертацією щодо участі жінок у політиці «Kadınlar ve Siyasal Toplumsal Hayat» («Жінки та політичне суспільне життя»). Ця робота дуже вплинула на її світогляд: «Я була „боязкою феміністкою“, але на той час, коли я закінчила, я ясно побачила, що жінок пригнічують, експлуатують і виключають із суспільної сфери. Це робив не капіталізм, а чоловіче домінування».
Після захисту дисертації почала працювати над виборами. Повернулася до Франції та провела 1979/1980 навчальний рік зі стипендією у Національному центрі наукових досліджень, вивчаючи картографію. За цей час вона сформувала комп'ютерну базу даних з усіма даними про вибори в Туреччині та вивчала разом з Жаном Рейнджером і його командою соціологію виборів у міських районах. У 1980—1981 роках організувала семінар із соціології політики.
Дисертацію Текелі вийшла друком у книжковому форматі 1982 року. Всього Текелі видала 25 книг турецькою мовою присвячених жіночому питанню.

## Активізм
Після того, як Текелі залишила академію на знак протесту проти реформи освіти, вона розпочала активно брати участь у феміністському русі Туреччини. Вважаючи 1980-ті роки «роками дій», вона присвятила себе покращенню становища жінок та підвищенню обізнаності в Туреччині за допомогою кампаній та протестів. У 1990-ті роки почалися, як за її словами, «роки інституціоналізації», і Текелі зосередилася на створенні асоціацій та фондів (зокрема, KA-DER, Anakültür Kooperatifi та Winpeace).

### Роки дій
Після рішення Туреччини не змінювати цивільний закон відповідно до Конвенції про ліквідацію всіх форм дискримінації щодо жінок, 1986 року взяла участь у петиції з вимогою внести зміни відповідно до Конвенції в конституцію, законів та практики.
17 травня 1987 року взяла участь у першій законній акції протесту після військового перевороту та зажадала покласти край домашньому насильству.

## Особисте життя та смерть
Була одружена з юристом Ахметом Текелі, з яким познайомилася під час навчання в Лозаннському університеті. Їхній шлюб тривав до його смерті 2010 року. На згадку про нього Ширін Текелі використала залишений їй спадок для заснування Асоціації Ширін-Ахмета Текелі з підтримки жінок-юристів.
Померла від пухлини головного мозку. Своє тіло пожертвувала медичному факультету Джеррахпаша.
2017 року Центр гендерних і жіночих студій Університету Сабанджі почав надавати дослідницьку нагороду на згадку про Ширін Текелі: «Премія Ширін Текелі за дослідження». Ця нагорода була заснована для підтримки та просування досліджень з гендерних питань у Туреччині.

## Нагороди
1996 року нагороджена орденом Академічних пальм Міністерства культури Франції.